# Jean II de Grailly
Pour les articles homonymes, voir Jean II.
 (novembre 2018).
Si vous disposez d'ouvrages ou d'articles de référence ou si vous connaissez des sites web de qualité traitant du thème abordé ici, merci de compléter l'article en donnant les références utiles à sa vérifiabilité et en les liant à la section « Notes et références ».
Jean II de Grailly est un seigneur du XIVe siècle, il porte notamment le titre de captal de Buch.

## Biographie
Jean est le fils d’Assalide de Bordeaux, héritière des captals de Buch, et de Pierre II de Grailly, vicomte de Bénauges et de Castillon, petit-fils de Jean Ier de Grailly. 
Il est captal de Buch de 1328 à 1343, comme successeur de sa mère.
Alors qu'il se marie en 1328 avec Blanche de Foix, son père Pierre II, lui, se remarie avec Érembourge de Périgord, d'où Archambaud de Grailly, demi-frère de Jean II, né à la même époque que ses propres enfants et souche de la 2e Maison de Foix-Béarn.
Il meurt prématurément avant son père.

## Famille
Jean II épousa le 3 mars 1328 Blanche de Foix, fille de Gaston Ier, comte de Foix et vicomte de Béarn, et de Jeanne d'Artois et en eut:
- Gaston de Grailly (v.1329-v.1347), captal de Buch après son père.
- Jean III de Grailly (1330-1376), captal de Buch après son frère, considéré comme le meilleur chevalier de son temps.